# Georges Rayet
Georges-Antoine-Pons Rayet (Burdeos, Francia; 12 de diciembre de 1839-Burdeos, Francia; 14 de junio de 1906) fue un astrónomo francés.

## Semblanza
Georges Rayet comenzó a trabajar en el Observatorio de París en 1863, desarrollando tareas como meteorólogo, junto a las de astrónomo. Se especializó en lo que en aquel entonces era un nuevo campo observacional: la espectroscopia.
Fue el fundador y director del Observatorio de Burdeos, en las alturas de Floirac, por más de 25 años, tarea interrumpida por su fallecimiento.

## Eponimia
- En el año 1867, junto con el astrónomo francés Charles Wolf, descubrieron las estrellas que actualmente llevan sus nombres, las  estrellas de Wolf-Rayet.
- El cráter lunar Rayet lleva este nombre en su memoria.[1]